# Damernas hopp i gymnastik vid olympiska sommarspelen 2004
Damernas hopp i gymnastik vid olympiska sommarspelen 2004 avgjordes den 15 och 22 augusti i O.A.C.A. Olympic Indoor Hall.

## Medaljörer
| Gren          | Guld                 | Silver          | Brons                 |
| Damernas hopp | Monica Roșu Rumänien | Annia Hatch USA | Anna Pavlova Ryssland |

## Resultat

### Final
| Placering | Gymnast                    | Nr    | Start- värde | Sydafrika (RSA) | Nederländerna (NED) | Sverige (SWE) | Island (ISL) | Kanada (CAN) | Luxemburg (LUX) | Straff | Genomsnitt | Totalt |
| --------- | -------------------------- | ----- | ------------ | --------------- | ------------------- | ------------- | ------------ | ------------ | --------------- | ------ | ---------- | ------ |
|           | Monica Roșu (ROU)          | 1     | 9.90         | 9.60            | 9.50                | 9.50          | 9.60         | 9.65         | 9.60            | —      | 9.575      | 9.656  |
| 2         | Monica Roșu (ROU)          | 10.00 | 9.80         | 9.50            | 9.70                | 9.75          | 9.75         | 9.75         | —               | 9.737  |            | 9.656  |
|           | Annia Hatch (USA)          | 1     | 9.80         | 9.30            | 9.35                | 9.40          | 9.50         | 9.50         | 9.35            | —      | 9.400      | 9.481  |
| 2         | Annia Hatch (USA)          | 9.80  | 9.40         | 9.55            | 9.55                | 9.60          | 9.60         | 9.55         | —               | 9.562  |            | 9.481  |
|           | Anna Pavlova (RUS)         | 1     | 9.80         | 9.45            | 9.40                | 9.45          | 9.35         | 9.45         | 9.40            | —      | 9.425      | 9.475  |
| 2         | Anna Pavlova (RUS)         | 9.80  | 9.45         | 9.50            | 9.50                | 9.55          | 9.55         | 9.55         | —               | 9.525  |            | 9.475  |
| 4         | Elena Zamolodtjikova (RUS) | 1     | 9.80         | 9.45            | 9.35                | 9.45          | 9.50         | 9.45         | 9.45            | —      | 9.450      | 9.412  |
| 4         | Elena Zamolodtjikova (RUS) | 2     | 9.90         | 9.45            | 9.30                | 9.25          | 9.40         | 9.45         | 9.35            | —      | 9.375      | 9.412  |
| 5         | Kang Yun Mi (PRK)          | 1     | 10.00        | 9.50            | 9.40                | 9.40          | 9.45         | 9.60         | 9.50            | —      | 9.462      | 9.381  |
| 5         | Kang Yun Mi (PRK)          | 2     | 9.90         | 9.35            | 9.15                | 9.35          | 9.25         | 9.40         | 9.25            | —      | 9.300      | 9.381  |
| 6         | Alona Kvasja (UKR)         | 1     | 9.80         | 9.30            | 9.35                | 9.25          | 9.50         | 9.35         | 9.20            | —      | 9.312      | 9.343  |
| 6         | Alona Kvasja (UKR)         | 2     | 9.70         | 9.35            | 9.25                | 9.35          | 9.50         | 9.40         | 9.40            | —      | 9.375      | 9.343  |
| 7         | Wang Tiantian (CHN)        | 1     | 9.80         | 8.85            | 8.60                | 8.80          | 8.80         | 8.85         | 8.80            | —      | 8.812      | 9.081  |
| 7         | Wang Tiantian (CHN)        | 2     | 9.90         | 9.35            | 9.25                | 9.35          | 9.35         | 9.40         | 9.35            | —      | 9.350      | 9.081  |
| 8         | Coralie Chacon (FRA)       | 1     | 9.90         | 8.80            | 8.75                | 8.95          | 8.95         | 8.95         | 9.00            | —      | 8.912      | 4.456  |
| 8         | Coralie Chacon (FRA)       | 2**   | 0.00         | 0.00            | 0.00                | 0.00          | 0.00         | 0.00         | 0.00            | —      | 0.000      | 4.456  |